# Effetto Frumkin
In una reazione di elettrodo, l'effetto Frumkin è il fenomeno che consiste nello scostamento del valore della velocità di reazione a cui si assiste nel caso in cui si abbia l'adsorbimento dei reagenti o degli intermedi di reazione sul piano esterno di Helmholtz dell'elettrodo in maniera non specifica. Dunque in tal caso la velocità di reazione non dipende soltanto dalla concentrazione delle specie chimiche presenti nel sistema, bensì anche dalle quantità di specie adsorbite.
Tale scostamento può essere causato da effetti entropici o energetici.
È chiamato così in onore al suo scopritore, Aleksandr Naumovich Frumkin.